# Fragaria mexicana
Fragaria mexicana là loài thực vật có hoa trong họ Hoa hồng. Loài này được Schltdl. mô tả khoa học đầu tiên năm 1839.